# Antonio Salvá Verd
Antonio Salvá Verd, né le 24 avril 1952, est un homme politique espagnol membre de Vox.

## Biographie
Lors des élections générales anticipées du 10 novembre 2019, il est élu au Congrès des députés pour la XIVe législature.